# Rhagio maculatus
Rhagio maculatus är en tvåvingeart som först beskrevs av De Geer 1776. Rhagio maculatus ingår i släktet Rhagio och familjen snäppflugor. Arten är reproducerande i Sverige. Inga underarter finns listade i Catalogue of Life.